# Дангарван
Дангарван (енгл. Dungarvan, ир. Dún Garbháin) је град у Републици Ирској, у јужном делу државе. Град је у саставу округа округа Вотерфорд и од скора представља седиште округа (пошто је историјско средиште оркуга, град Вотерфорд, издвојен као засебна јединица, због величине и значаја).

## Природни услови
Град Дангарван се налази у јужном делу ирског острва и Републике Ирске и припада покрајини Ленстер. Град је удаљен 205 километара југозападно од Даблина. 
Дангарван је смештен у приобалном подручју јужне Ирске. Град се пружа дуж западне обале Атлантског океана, на месту где се река Колиган улива у море, правећи залив и природну луку. Градско подручје равничарско, а у околини има доста мочварног тла. Надморска висина средишњег дела града је свега око 5 метара.
Клима: Клима у Дангарвану је умерено континентална са изразитим утицајем Атлантика и Голфске струје. Стога град одликује блага и веома променљива клима.

## Историја
Подручје Дангарвана било насељено већ у време праисторије. Дато подручје је освојено од стране енглеских Нормана у крајем 12. века. Тек у 15. веку овде се јавља битније насеље.
Током 16. и 17. века Дангарван је учествовао у бурним временима око борби за власт над Енглеском. Ово је оштетило градску привреду. Међутим, прави суноврат привреде града десио се средином 19. века у време ирске глади.
Дангарван је од 1921. године у саставу Републике Ирске. Опоравак града започео је тек последњих деценија, када је град поново забележио нагли развој и раст.

## Становништво
Према последњим проценама из 2011. године. Дангарван је имао око 8 хиљада становника у граду. Последњих година број становника у граду се повећава.

## Привреда
Дангарван је био и остао трговачко, лучко и управно средиште. Град је историјски познат о бродоградњи. Последњих година лучне делатности поново добијају на значају.

## Збирка слика
- Здање управе округа у Дангарвану
- Ушће реке Колиган у море код Дангарвана
- Стара градска лука